# 小島田村
小島田村（おしまだむら）は長野県更級郡にあった村。現在の長野市小島田町にあたる。

## 地理
- 河川：千曲川

## 歴史
- 1889年（明治22年）4月1日 - 町村制の施行により、近世以来の小島田村のうち千曲川以北の区域をもって発足。
- 1955年（昭和30年）1月1日 - 稲里村・真島村・青木島村と合併して更北村が発足。同日小島田村廃止。